# Vickerstyltmal
Vickerstyltmal (Parectopa ononidis) är en fjäril i familjen Styltmalar (Gracillariidae). Den har normalt en vingbredd på 5,5 till 7,5 millimeter. 
Fjärilen förekommer typiskt på ängar nära skogskanten. Den lägger sina ägg på främst rödklöver, men också på puktörne (trots namnet använder den alltså inte till exempel kråkvicker). 
Vickerstyltmal har påträffats i nästan alla länder i Europa. I Norden förekommer vickerstyltmal i ungefär halva Finland, Sverige och Danmark, men nästan inte alls i Norge.  